# Cá đục vây trắng
Cá đục vây trắng, tên khoa học Romanogobio albipinnatus, là một loài cá vây tia thuộc họ Cyprinidae.
Loài này có ở Áo, Bosna và Hercegovina, Bulgaria, Croatia, Cộng hòa Séc, Hungary, Moldova, România, Nga, Serbia, Montenegro, Slovakia, và Ukraina.

## Hình ảnh

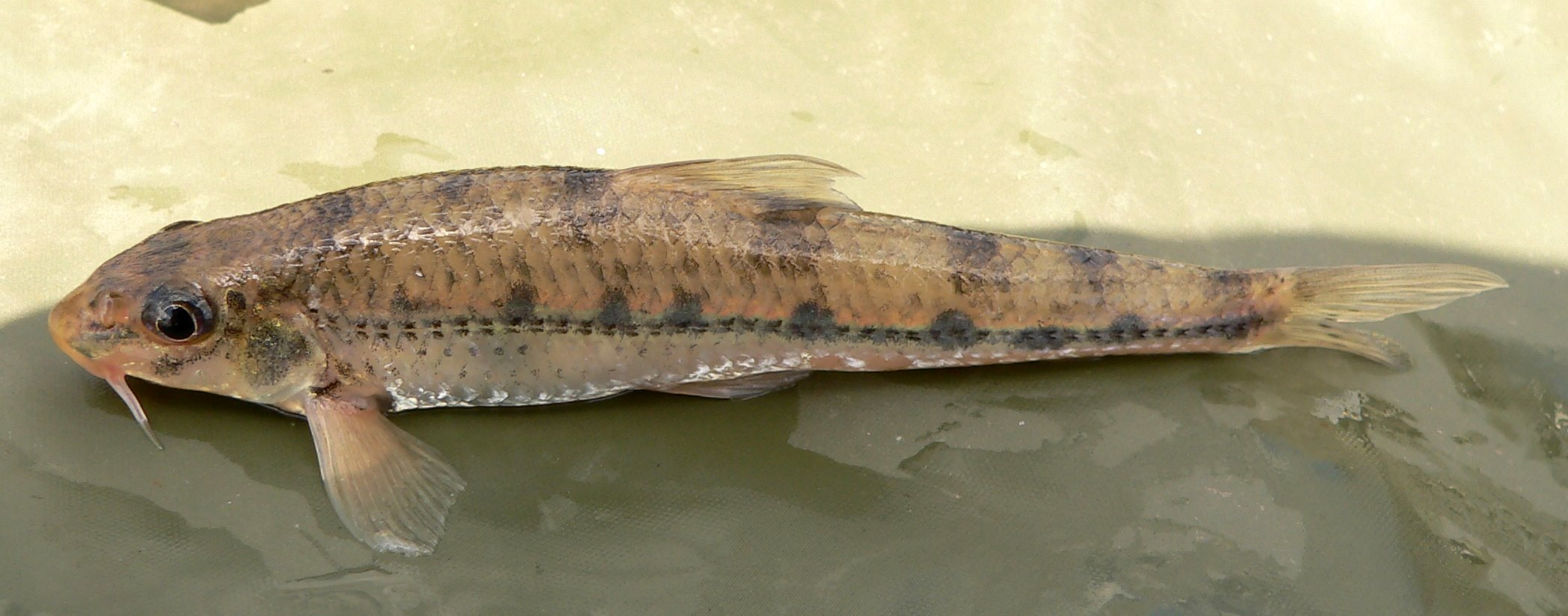